# Thor: Temný svět
Thor: Temný svět (v anglickém originále Thor: The Dark World) je americký akční film z roku 2013, který natočil režisér Alan Taylor podle komiksů o Thorovi. V titulní roli korunního prince Asgardu, který se musí vypořádat s hrozbou temných elfů, se představil Chris Hemsworth, který si tuto postavu zahrál i v předchozím filmu Thor (2011) a navazujícím snímku Thor: Ragnarok (2017). Jedná se o osmý celovečerní snímek filmové série Marvel Cinematic Universe.

## Příběh
Před mnoha tisíciletími bojoval Bor, otec Odina, s temným elfem Malekithem, který chtěl zničit vesmír pomocí zbraně známé jako Aether. Malekithova armáda, včetně vylepšeného bojovníka Kurseda, ale byla v jeho světě Svartalfheimu poražena a Bor nechal Aether bezpečně uložit, aby ho nikdo nenašel. Malekith se svým pobočníkem Algrimem a hrstkou dalších temných elfů však uprchl.
V současnosti je Loki za své válečné zločiny vůči Zemi uvězněn v asgardském žaláři. Mezitím Thor s bojovníky Fandralem, Volstaggem a Sif pomáhá odrazit lupičské nájezdy na Vanaheim, svět jejich kamaráda Hoguna. Jedná se o poslední bitvu, která měla po zničení Bifröstu, Duhového mostu, před dvěma lety uklidnit devět světů. Asgarďané brzy zjistí, že brzo nastane Konvergence, vzácné postavení všech devíti světů. Jak se doba tohoto úkazu přibližuje, náhodně se začínají zjevovat portály propojující jednotlivé světy.
V Londýně přijede astrofyzička Jane Fosterová se svou asistentkou Darcy Lewisovou do opuštěné továrny, kde se objevil jeden z těchto portálů, které kolem sebe narušují zákony fyziky. Jane se oddělí od skupiny a je teleportována do jiného světa, kde je infikována Aetherem. Asgardský strážce Heimdall, který dokáže spatřit téměř vše ve vesmíru, varuje Thora, že Jane již nevidí, takže princ zamíří na Zemi. Tam svoji přítelkyni najde, neboť nepozemská síla ji mezitím propustila. Oba dorazí na Asgard, kde Odin rozpozná v Janenině těle Aether a varuje, že látka dokáže nejen ji zabít, ale především že je součástí katastrofického proroctví.
Malekith, probuzený uvolněním Aetheru, změní Algrima v Kurseda a zaútočí na Asgard. Během bitvy oba hledají Jane, neboť cítí, že má v sobě Aether. Thorova matka Frigga zemře při ochraně Jane a Malekith s Algrimem jsou donuceni uprchnout bez pozemšťanky. Navzdory Odinu příkazu neopouštět Asgard Thor neochotně získá Lokiho na svou stranu – jeho bratr totiž zná tajný průchod do Temného světa Svartalfheimu, kde použijí Jane jako vábničku, aby se s Malekithem střetli mimo Asgard. Na oplátku Thor Lokimu slíbí odplatu na Malekithovi za zabití jejich matky. S pomocí Volstagga, Sif a Fandrala oba bratři zamíří s Jane do Temného světa.
Loki zde obelstí Malekitha, ten vysaje Aether z Jane, nicméně Thorův pokus o zničení látky selže. Elf se spojí s Aetherem a uprchne ve své lodi, zatímco Loki je smrtelně zraněn Algrimem. Thor umírajícímu bratrovi slíbí, že poví otci o tom, jak se obětoval. Společně s Jane následně objeví v nedaleké jeskyni portál, kterým se dostanou do Londýna, kde se spojí s Darcy a Janeniným učitelem, doktorem Erikem Selvigem. Ten byl předtím krátce hospitalizován v psychiatrické léčebně, protože po útoku Lokiho na Zem a bitvě o New York trpěl mentálním traumatem. Zjistí, že Malekith plánuje zničit vesmír a obnovit nadvládu temných elfů tím, že vypustí Aether v centru Konvergence v Greenwichi. Thor se s Malekithem utká, v bitvě projdou mnoho portálů a mnoho světů, dokud je jeden portál nerozdělí a Malekith nezůstane sám na Zemi bez protivníka. Thor se však vrátí v čase, aby pomohl svým smrtelným přátelům využít jejich vědecké vybavení, kterým transportují Malekitha do Temného světa, kde je zabit vlastní poškozenou lodí, takže hrozba je zažehnána.
Thor se vrátí na Asgard, kde odmítne Odinovu nabídku na převzetí trůnu a zároveň mu řekne o Lokiho oběti. Neví však, že otcovu podobu převzal Loki, který ve skutečnosti nezemřel.
Volstagg a Sif navštíví Sběratele. Asgarďané, kteří již hlídají Tesseract, si totiž myslí, že mít pohromadě dva Kameny nekonečna by mohlo být nebezpečné, proto Aether svěří do péče právě Sběrateli, o němž však neví, že jeho cílem je získat i dalších pět Kamenů. V Londýně se mezitím opětovně setká Jane s Thorem, zatímco ledová příšera z Jotunheimu, která se na Zemi dostala během závěrečné bitvy, pokračuje ve svém řádění.

## Obsazení

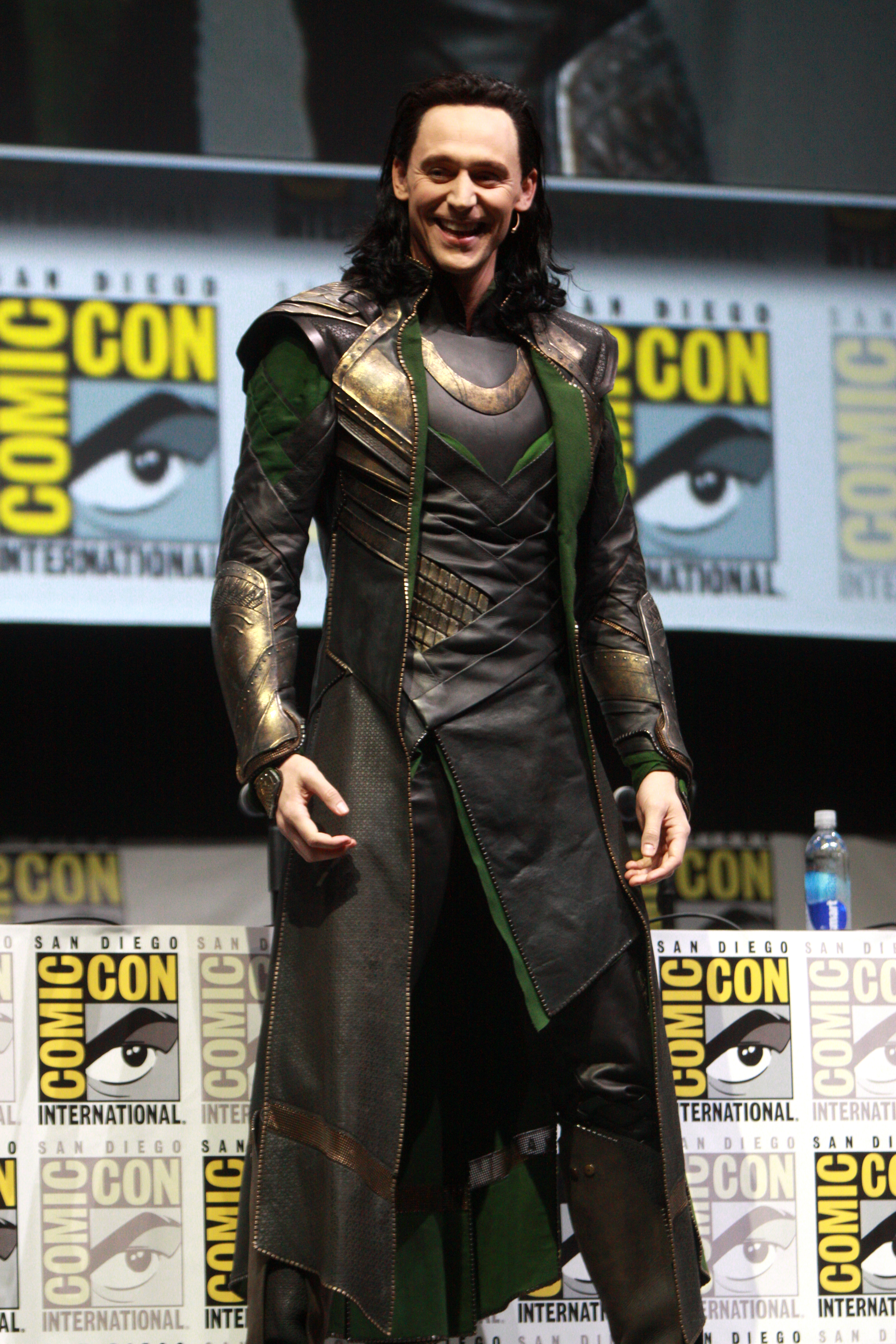
Tom Hiddleston v kostýmu Lokiho na Comic-Conu 2013

- Chris Hemsworth (český dabing: Jan Maxián) jako Thor
- Natalie Portmanová (český dabing: Andrea Elsnerová) jako Jane Fosterová
- Tom Hiddleston (český dabing: Lumír Olšovský) jako Loki
- Stellan Skarsgård (český dabing: Jiří Hromada) jako Erik Selvig
- Idris Elba (český dabing: Martin Zahálka) jako Heimdall
- Christopher Eccleston (český dabing: Igor Bareš) jako Malekith
- Adewale Akinnuoye-Agbaje (český dabing: ?) jako Algrim / Kurse
- Kat Denningsová (český dabing: Nikola Votočková) jako Darcy Lewisová
- Ray Stevenson (český dabing: Petr Gelnar) jako Volstagg
- Zachary Levi (český dabing: Petr Lněnička) jako Fandral
- Tadanobu Asano (český dabing: Matouš Ruml) jako Hogun
- Jaimie Alexanderová (český dabing: René Slováčková) jako Sif
- Chris O'Dowd (český dabing: Otto Rošetzký) jako Richard
- Alice Krigeová (český dabing: Alena Procházková) jako Eir
- Rene Russoová (český dabing: Ilona Svobodová) jako Frigga
- Anthony Hopkins (český dabing: Petr Pelzer) jako Odin

V dalších rolích se představili také Jonathan Howard (Ian Boothby) a Tony Curran (Bor). V cameo rolích se ve filmu objevili i Benicio del Toro (Sběratel), Chris Evans (Loki v podobě Kapitána Ameriky) a Stan Lee (pacient v psychiatrické léčebně).

## Produkce

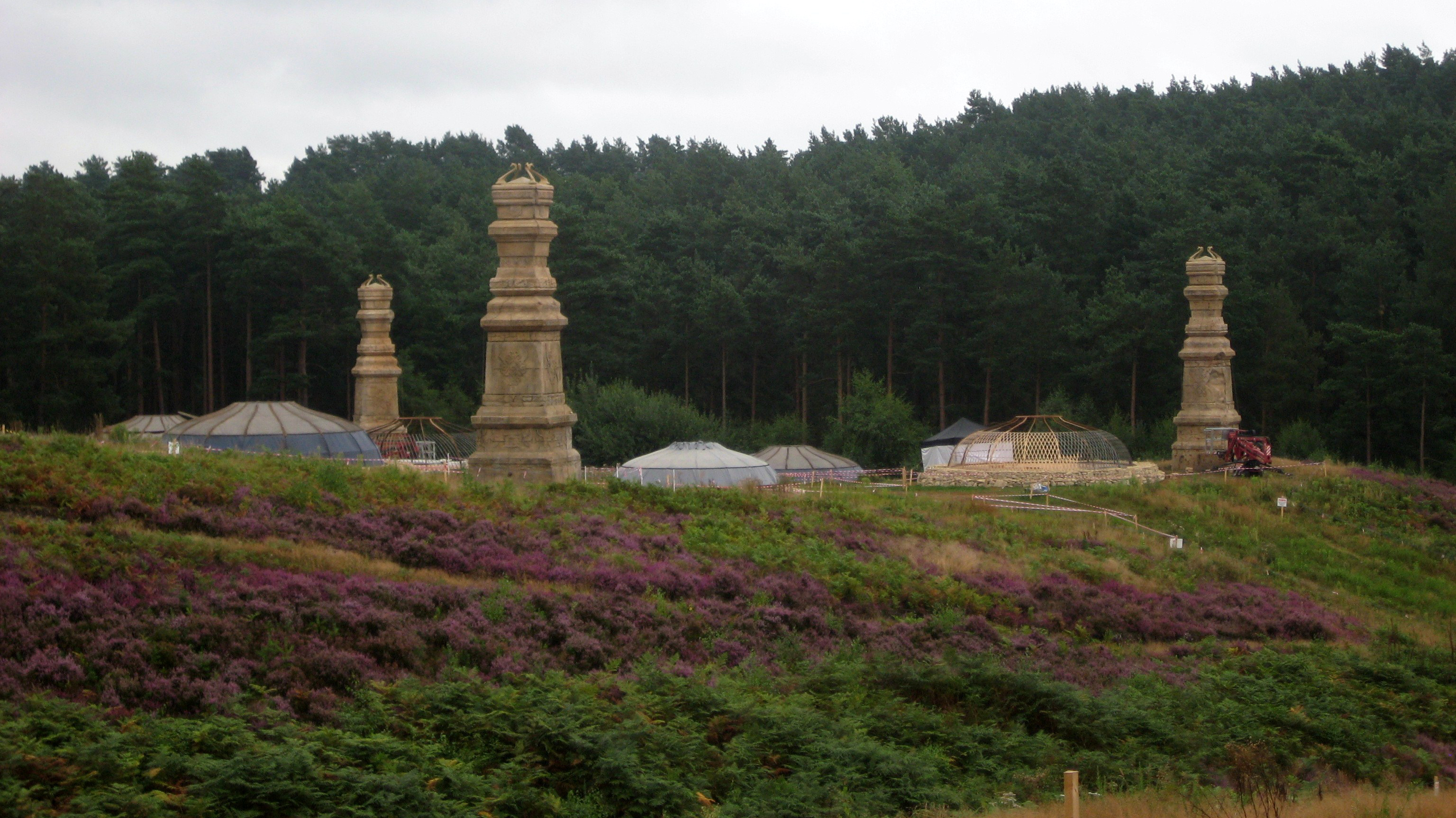
Kulisy z natáčení filmu Thor: Temný svět v Bourne Woodu v Surrey

V dubnu 2011, ještě před uvedením filmu Thor do kin, uvedl producent Kevin Feige, že této postavě bude věnován i další snímek. Později prozradil, že na příběhu pracuje Don Payne. V říjnu téhož roku získala post režisérky snímku Patty Jenkinsová, nicméně již o dva měsíce později z projektu odstoupila. Novým režisérem se záhy stal Alan Taylor, původní Payneův draft skriptu měl přepsat Robert Rodat. Definitivní scénář následně poskytli Christopher Yost, Christopher Markus a Stephen McFeely, přičemž některé scény přepsal Joss Whedon. Na jaře 2012 začalo obsazování herců; své role si z prvního Thora zopakovali všichni hlavní vyjma Joshuy Dallase, který byl zaměstnán natáčením seriálu Bylo, nebylo, takže role Fandrala připadla Zachary Levimu. Do role hlavního protivníka byl v srpnu 2012 obsazen Christopher Eccleston.
Natáčení snímku s rozpočtem 170 milionů dolarů probíhalo od září do prosince 2012. Kromě Anglie se filmovalo také na Islandu.

## Vydání
Světová premiéra filmu Thor: Temný svět proběhla v Londýně 22. října 2013. Do kin byl uváděn od 30. října téhož roku, přičemž v ČR se v kinodistribuci objevil 7. listopadu a v USA 8. listopadu 2013.

## Přijetí

### Tržby
V Severní Americe utržil snímek 206 362 140 dolarů, v ostatních zemích dalších 438 421 000 dolarů. Celosvětové tržby tak dosáhly 644 783 140 dolarů.
V České republice byl film uveden do kin distribuční společností Falcon. Za první promítací víkend zhlédlo snímek 65 934 diváků, kteří v pokladnách kin nechali přes 10 milionů korun. Celkově utržil film v ČR při návštěvnosti 188 641 diváků 28,4 milionů korun (1,4 milionů dolarů).

### Filmová kritika
Server Kinobox.cz na základě vyhodnocení 23 recenzí z českých internetových stránek ohodnotil film Thor: Temný svět 75 %. Server Rotten Tomatoes udělil snímku známku 6,2/10 a to na základě 247 recenzí (z toho 163 jich bylo spokojených, tj. 66 %). Od serveru Metacritic získal film, podle 44 recenzí, celkem 54 ze 100 bodů.

### Ocenění
Snímek byl nominován na pět žánrových cen Saturn (včetně kategorie Nejlepší komiksový film).

### Navazující filmy
Díky komerčnímu úspěchu snímku byl v roce 2017 uveden do kin filmový sequel Thor: Ragnarok, který je rovněž součástí série Marvel Cinematic Universe (MCU). Titulní roli si v něm zopakoval Chris Hemsworth, který se jako Thor objevil i v některých dalších celovečerních filmech MCU.